# Cúp FA 1998-99
Giải bóng đá Cúp FA 1998–99 với nhà vô địch là Manchester United, đội bóng này đã đánh bại Newcastle United với tỷ số 2–0 trên Sân vận động Wembley. Các bàn thắng được ghi bởi tiền đạo Teddy Sheringham ở phút thứ 11, sau khi vào sân thay Roy Keane hai phút trước đó và bàn còn lại được ghi bởi tiền vệ Paul Scholes ở phút thứ 53. Đây là chiến thắng lịch sử cho Câu lạc bộ Manchester United khi họ hoàn tất cú ăn ba, sau khi đăng quang chức vô địch Ngoại hạng Anh mùa bóng 1998-99 cuối tuần trước và đăng quang UEFA Champions League mùa bóng 1998-99 vào thứ tư tuần sau.

## Quá trình thi đấu
| Vòng         | Ngày                             | Số đội mới | Số câu lạc bộ |
| ------------ | -------------------------------- | ---------- | ------------- |
| Vòng sơ loại | Thứ 7, Ngày 5 tháng 9 năm 1998   | 172        | 558 → 472     |
| Vòng loại 1  | Thứ 7, ngày 19 tháng 9 năm 1998  | 206        | 472 → 326     |
| Vòng loại 2  | Thứ 7, ngày 3 tháng 10 năm 1998  | 66         | 326 → 220     |
| Vòng loại 3  | Thứ 7, ngày 17 tháng 10 năm 1998 | 22         | 220 → 156     |
| Vòng loại 4  | Thứ 7, ngày 31 tháng 10 năm 1998 | không      | 156 → 124     |
| Vòng 1       | Thứ 7, ngày 14 tháng 11 năm 1998 | 48         | 124 → 84      |
| Vòng 2       | Thứ 7, ngày 5 tháng 12 năm 1998  | không      | 84 → 64       |
| Vòng 3       | Thứ 7, ngày 2 tháng 1 năm 1999   | 44         | 64 → 32       |
| Vòng 4       | Thứ 7, ngày 23 tháng 1 năm 1999  | không      | 32 → 16       |
| Vòng 5       | Thứ 7, ngày 13 tháng 2 năm 1999  | không      | 16 → 8        |
| Vòng 6       | Thứ 7, ngày 6 tháng 3 năm 1999   | không      | 8 → 4         |
| Bán kết      | Thứ 7, ngày 11 tháng 4 năm 1999  | không      | 4 → 2         |
| Chung kết    | Thứ 7, ngày 22 tháng 5 năm 1999  | không      | 2 → 1         |

## Vòng 1
Vòng loại được đặc cách cho các đội không vô địch tham dự, họ đã vượt qua vòng sơ loại và các đội đến từ cấp độ thứ ba và thứ tư của Hệ thống các giải bóng đá ở Anh. Các trận đấu được tổ chức vào ngày 14 tháng 11 năm 1998. Nếu trận hòa sẽ thi đấu trên sân đội khách, nếu tiếp tục hòa sẽ phân định sau loạt sút luân lưu 11m.
| Thứ tự                                                  | Đội nhà                | Tỷ số | Đội khách              | Ngày                 |
| ------------------------------------------------------- | ---------------------- | ----- | ---------------------- | -------------------- |
| 1                                                       | Enfield                | 2–2   | York City              | 14 tháng 11 năm 1998 |
| Đá lại                                                  | York City              | 2–1   | Enfield                | 24 tháng 11 năm 1998 |
| 2                                                       | Darlington             | 3–2   | Burnley                | 17 tháng 11 năm 1998 |
| 3                                                       | Bedlington Terriers    | 4–1   | Colchester United      | 14 tháng 11 năm 1998 |
| 4                                                       | Preston North End      | 3–0   | Ford United            | 14 tháng 11 năm 1998 |
| 5                                                       | Yeovil Town            | 2–2   | West Auckland Town     | 14 tháng 11 năm 1998 |
| Đá lại                                                  | West Auckland Town     | 1–1   | Yeovil Town            | 24 tháng 11 năm 1998 |
| Yeovil Town thắng 5–3 trên chấm luân lưu 11m.           |                        |       |                        |                      |
| 6                                                       | Reading                | 0–1   | Stoke City             | 14 tháng 11 năm 1998 |
| 7                                                       | Walsall                | 1–0   | Gresley Rovers         | 14 tháng 11 năm 1998 |
| 8                                                       | Woking                 | 0–1   | Scunthorpe United      | 14 tháng 11 năm 1998 |
| 9                                                       | Boreham Wood           | 2–3   | Luton Town             | 15 tháng 11 năm 1998 |
| 10                                                      | Macclesfield Town      | 2–2   | Slough Town            | 14 tháng 11 năm 1998 |
| Đá lại                                                  | Slough Town            | 1–1   | Macclesfield Town      | 24 tháng 11 năm 1998 |
| Macclesfield Town thắng 9–8 trên chấm luân lưu 11m.     |                        |       |                        |                      |
| 11                                                      | Scarborough            | 1–1   | Rochdale               | 14 tháng 11 năm 1998 |
| Đá lại                                                  | Rochdale               | 2–0   | Scarborough            | 24 tháng 11,1998     |
| 12                                                      | Wrexham                | 1–0   | Peterborough United    | 14 tháng 11 năm 1998 |
| 13                                                      | Hednesford Town        | 3–1   | Barnet                 | 14 tháng 11 năm 1998 |
| 14                                                      | Wycombe Wanderers      | 1–0   | Chesterfield           | 14 tháng 11 năm 1998 |
| 15                                                      | Manchester City        | 3–0   | Halifax Town           | 13 tháng 11,1998     |
| 16                                                      | Fulham                 | 1–1   | Leigh RMI              | 15 tháng 11 năm 1998 |
| Đá lại                                                  | Leigh RMI              | 0–2   | Fulham                 | 24 tháng 11 năm 1998 |
| 17                                                      | Brentford              | 5–0   | Camberley Town         | 14 tháng 11 năm 1998 |
| 18                                                      | Bristol Rovers         | 3–0   | Welling United         | 14 tháng 11 năm 1998 |
| 19                                                      | Northampton Town       | 2–1   | Lancaster City         | 14 tháng 11 năm 1998 |
| 20                                                      | Plymouth Argyle        | 0–0   | Kidderminster Harriers | 14 tháng 11 năm 1998 |
| Đá lại                                                  | Kidderminster Harriers | 0–0   | Plymouth Argyle        | 1 tháng 12 năm 1998  |
| Plymouth Argyle chiến thắng 5–4 trên chấm luân lưu 11m. |                        |       |                        |                      |
| 21                                                      | Oldham Athletic        | 2–0   | Gillingham             | 14 tháng 11,1998     |
| 22                                                      | Worcester City         | 0–1   | Torquay United         | 14 tháng 11 năm 1998 |
| 23                                                      | Southend United        | 0–1   | Doncaster Rovers       | 14 tháng 11 năm 1998 |
| 24                                                      | Mansfield Town         | 2–1   | Hayes                  | 14 tháng 11 năm 1998 |
| 25                                                      | Cardiff City           | 6–0   | Chester City           | 14 tháng 11 năm 1998 |
| 26                                                      | Cheltenham Town        | 0–1   | Lincoln City           | 14 tháng 11 năm 1998 |
| 27                                                      | Kingstonian            | 1–0   | Burton Albion          | 14 tháng 11 năm 1998 |
| 28                                                      | Dulwich Hamlet         | 0–1   | Southport              | 14 tháng 11 năm 1998 |
| 29                                                      | Runcorn                | 1–1   | Stevenage Borough      | 14 tháng 11 năm 1998 |
| Đá lại                                                  | Stevenage Borough      | 2–0   | Runcorn                | 23 tháng 11 năm 1998 |
| 30                                                      | Wigan Athletic         | 4–3   | Blackpool              | 14 tháng 11 năm 1998 |
| 31                                                      | Tamworth               | 2–2   | Exeter City            | 14 tháng 11 năm 1998 |
| Đá lại                                                  | Exeter City            | 4–1   | Tamworth               | 24 tháng 11 năm 1998 |
| 32                                                      | Leyton Orient          | 4–2   | Brighton & Hove Albion | 14 tháng 11 năm 1998 |
| 33                                                      | Hendon                 | 0–0   | Notts County           | 15 tháng 11 năm 1998 |
| Đá lại                                                  | Notts County           | 3–0   | Hendon                 | 1 tháng 12 năm 1998  |
| 34                                                      | Basingstoke Town       | 1–2   | Bournemouth            | 14 tháng 11 năm 1998 |
| 35                                                      | Telford United         | 0–2   | Cambridge United       | 14 tháng 11 năm 1998 |
| 36                                                      | Swansea City           | 3–0   | Millwall               | 13 tháng 11 năm 1998 |
| 37                                                      | Emley                  | 1–1   | Rotherham United       | 15 tháng 11 năm 1998 |
| Đá lại                                                  | Rotherham United       | 3–1   | Emley                  | 24 tháng 11 năm 1998 |
| 38                                                      | Hartlepool United      | 2–1   | Carlisle United        | 14 tháng 11 năm 1998 |
| 39                                                      | Rushden & Diamonds     | 1–0   | Shrewsbury Town        | 14 tháng 11 năm 1998 |
| 40                                                      | Salisbury City         | 0–2   | Hull City              | 14 tháng 11 năm 1998 |

## Vòng 2
Vòng thứ hai của giải đấu tập hợp các đội chiến thắng vòng đầu tiên. Các trận đấu được tổ chức vào Thứ bảy ngày 5 tháng 12 năm 1998, với 8 trận đá lại và hai trận phải đá luân lưu.
| Thứ tự                                        | Đội nhà            | Tỷ số | Đội khách           | Ngày                 |
| --------------------------------------------- | ------------------ | ----- | ------------------- | -------------------- |
| 1                                             | Darlington         | 1–1   | Manchester City     | 4 tháng 12 năm 1998  |
| Đấu lại                                       | Manchester City    | 1–0   | Darlington          | 15 tháng 12 năm 1998 |
| 2                                             | Preston North End  | 2–0   | Walsall             | 5 tháng 12 năm 1998  |
| 3                                             | Rochdale           | 0–0   | Rotherham United    | 5 tháng 12 năm 1998  |
| Đấu lại                                       | Rotherham United   | 4–0   | Rochdale            | 15 tháng 12 năm 1998 |
| 4                                             | Yeovil Town        | 2–0   | Northampton Town    | 5 tháng 12,1998      |
| 5                                             | Notts County       | 1–1   | Wigan Athletic      | 5 tháng 12 năm 1998  |
| Replay                                        | Wigan Athletic     | 0–0   | Notts County        | 15 tháng 12 năm 1998 |
| Notts County thắng 4–2 trên chấm luân lưu.    |                    |       |                     |                      |
| 6                                             | Macclesfield Town  | 4–1   | Cambridge United    | 5 tháng 12 năm 1998  |
| 7                                             | Lincoln City       | 4–1   | Stevenage Borough   | 5 tháng 12 năm 1998  |
| 8                                             | Luton Town         | 1–2   | Hull City           | 5 tháng 12 năm 1998  |
| 9                                             | Doncaster Rovers   | 0–0   | Rushden & Diamonds  | 5 tháng 12 năm 1998  |
| Đấu lại                                       | Rushden & Diamonds | 4–2   | Doncaster Rovers    | 15 tháng 12 năm 1998 |
| 10                                            | Wrexham            | 2–1   | York City           | 5 tháng 12 năm 1998  |
| 11                                            | Wycombe Wanderers  | 1–1   | Plymouth Argyle     | 5 tháng 12 năm 1998  |
| Đấu lại                                       | Plymouth Argyle    | 3–2   | Wycombe Wanderers   | 15 tháng 12 năm 1998 |
| 12                                            | Fulham             | 4–2   | Hartlepool United   | 5 tháng 12 năm 1998  |
| 13                                            | Oldham Athletic    | 1–1   | Brentford           | 5 tháng 12 năm 1998  |
| Đấu lại                                       | Brentford          | 2–2   | Oldham Athletic     | 15 tháng 12 năm 1998 |
| Oldham Athletic thắng 4–2 trên chấm luân lưu. |                    |       |                     |                      |
| 14                                            | Exeter City        | 2–2   | Bristol Rovers      | 5 tháng 12 năm 1998  |
| Đấu lại                                       | Bristol Rovers     | 5–0   | Exeter City         | 15 tháng 12 năm 1998 |
| 15                                            | Scunthorpe United  | 2–0   | Bedlington Terriers | 5 tháng 12 năm 1998  |
| 16                                            | Mansfield Town     | 1–2   | Southport           | 5 tháng 12 năm 1998  |
| 17                                            | Cardiff City       | 3–1   | Hednesford Town     | 5 tháng 12 năm 1998  |
| 18                                            | Kingstonian        | 0–0   | Leyton Orient       | 6 tháng 12 năm 1998  |
| Đấu lại                                       | Leyton Orient      | 2–1   | Kingstonian         | 15 tháng 12 năm 1998 |
| 19                                            | Torquay United     | 0–1   | Bournemouth         | 5 tháng 12 năm 1998  |
| 20                                            | Swansea City       | 1–0   | Stoke City          | 5 tháng 12 năm 1998  |

## Vòng 3
Vòng thứ ba của Cúp FA của mùa giải này được tổ chức vào Thứ 7 ngày 2 tháng 1 năm 1999. Lần này đánh dấu thời điểm mà các đội bóng ở hai hạng cao nhất trong Hệ thống các giải bóng đá ở Anh đó là Giải bóng đá Ngoại hạng Anh và Giải hạng nhất Anh tham dự. Có sáu trận hòa và không có trận sút luân lưu.
| Thứ tự | Đội nhà             | Tỷ số | Đội khách               | Ngày                    |
| ------ | ------------------- | ----- | ----------------------- | ----------------------- |
| 1      | Bournemouth         | 1–0   | West Bromwich Albion    | 2 tháng 1 năm 1999      |
| 2      | Bristol City        | 0–2   | Everton                 | 2 tháng 1 năm 1999      |
| 3      | Bury                | 0–3   | Stockport County        | 2 tháng 1 năm 1999      |
| 4      | Preston North End   | 2–4   | Arsenal                 | 4 tháng 1 năm 1999      |
| 5      | Southampton         | 1–1   | Fulham                  | 2 tháng 1 năm 1999      |
| Đá lại | Fulham              | 1–0   | Southampton             | 13 tháng 1 năm 1999     |
| 6      | Leicester City      | 4–2   | Birmingham City         | 2 tháng 1 năm 1999      |
| 7      | Nottingham Forest   | 0–1   | Portsmouth              | 2 tháng 1 năm 1999      |
| 8      | Blackburn Rovers    | 2–0   | Charlton Athletic       | 2 tháng 1 năm 1999      |
| 9      | Aston Villa         | 3–0   | Hull City               | 2 tháng 1 năm 1999      |
| 10     | Sheffield Wednesday | 4–1   | Norwich City            | 3 tháng 1 năm 1999      |
| 11     | Bolton Wanderers    | 1–2   | Wolverhampton Wanderers | 2 tháng 1 năm 1999      |
| 12     | Crewe Alexandra     | 1–3   | Oxford United           | 2 tháng 1 năm 1999      |
| 13     | Lincoln City        | 0–1   | Sunderland              | 2 tháng 1 năm 1999      |
| 14     | Swindon Town        | 0–0   | Barnsley                | 2 tháng 1 năm 1999      |
| Đá lại | Barnsley            | 3–1   | Swindon Town            | 19 tháng 1 năm 1999     |
| 15     | Wrexham             | 4–3   | Scunthorpe United       | 2 tháng 1 năm 1999      |
| 16     | Sheffield United    | 1–1   | Notts County            | 2 tháng 1 năm 1999      |
| Đá lại | Notts County        | 3–4   | Sheffield United        | 23 tháng 1 năm 1999     |
| 17     | Tranmere Rovers     | 0–1   | Ipswich Town            | 2 tháng 1 năm 1999      |
| 18     | Newcastle United    | 2–1   | Crystal Palace          | 2 tháng 1 năm 1999      |
| 19     | Tottenham Hotspur   | 5–2   | Watford                 | 2 tháng 1 năm 1999      |
| 20     | Queens Park Rangers | 0–1   | Huddersfield Town       | 2 tháng 1 năm 1999      |
| 21     | Coventry City       | 7–0   | Macclesfield Town       | 2 tháng 1 năm 1999      |
| 22     | West Ham United     | 1–1   | Swansea City            | 2 tháng 1 năm 1999      |
| Đá lại | Swansea City        | 1–0   | West Ham United         | 13 tháng 1 năm 1999     |
| 23     | Manchester United   | 3–1   | Middlesbrough           | ngày 3 tháng 1 năm 1999 |
| 24     | Plymouth Argyle     | 0–3   | Derby County            | 2 tháng 1 năm 1999      |
| 25     | Bradford City       | 2–1   | Grimsby Town            | 2 tháng 1 năm 1999      |
| 26     | Oldham Athletic     | 0–2   | Chelsea                 | 2 tháng 1 năm 1999      |
| 27     | Wimbledon           | 1–0   | Manchester City         | 2 tháng 1 năm 1999      |
| 28     | Cardiff City        | 1–1   | Yeovil Town             | 2 tháng 1 năm 1999      |
| Đá lại | Yeovil Town         | 1–2   | Cardiff City            | 12 tháng 1 năm 1999     |
| 29     | Port Vale           | 0–3   | Liverpool               | 16,557                  |
| 30     | Southport           | 0–2   | Leyton Orient           | 2 tháng 1 năm 1999      |
| 31     | Rotherham United    | 0–1   | Bristol Rovers          | 2 tháng 1 năm 1999      |
| 32     | Rushden & Diamonds  | 0–0   | Leeds United            | 2 tháng 1 năm 1999      |
| Đá lại | Leeds United        | 3–1   | Rushden & Diamonds      | 13 tháng 1 năm 1999     |

## Vòng 4
Vòng thứ tư gồm 32 đội chiến thắng của vòng đấu trước. Các trận đấu được tổ chức vào Thứ 7 ngày 23 tháng 1 năm 1999. Có 3 trận hòa.
| Thứ tự | Đội nhà                 | Tỷ số | Đội khách         | Ngày                |
| ------ | ----------------------- | ----- | ----------------- | ------------------- |
| 1      | Leicester City          | 0–3   | Coventry City     | 23 tháng 1 năm 1999 |
| 2      | Blackburn Rovers        | 1–0   | Sunderland        | 23 tháng 1 năm 1999 |
| 3      | Aston Villa             | 0–2   | Fulham            | 23 tháng 1 năm 1999 |
| 4      | Sheffield Wednesday     | 2–0   | Stockport County  | 23 tháng 1 năm 1999 |
| 5      | Wolverhampton Wanderers | 1–2   | Arsenal           | 24 tháng 1 năm 1999 |
| 6      | Everton                 | 1–0   | Ipswich Town      | 23 tháng 1 năm 1999 |
| 7      | Wrexham                 | 1–1   | Huddersfield Town | 23 tháng 1 năm 1999 |
| Đá lại | Huddersfield Town       | 2–1   | Wrexham           | 3 tháng 2 năm 1999  |
| 8      | Sheffield United        | 4–1   | Cardiff City      | 27 tháng 1 năm 1999 |
| 9      | Newcastle United        | 3–0   | Bradford City     | 23 tháng 1 năm 1999 |
| 10     | Barnsley                | 3–1   | Bournemouth       | 23 tháng 1 năm 1999 |
| 11     | Bristol Rovers          | 3–0   | Leyton Orient     | 23 tháng 1 năm 1999 |
| 12     | Portsmouth              | 1–5   | Leeds United      | 23 tháng 1 năm 1999 |
| 13     | Manchester United       | 2–1   | Liverpool         | 24 tháng 1 năm 1999 |
| 14     | Wimbledon               | 1–1   | Tottenham Hotspur | 23 tháng 1 năm 1999 |
| Đá lại | Tottenham Hotspur       | 3–0   | Wimbledon         | 2 tháng 2 năm 1999  |
| 15     | Oxford United           | 1–1   | Chelsea           | 25 tháng 1 năm 1999 |
| Đá lại | Chelsea                 | 4–2   | Oxford United     | 3 tháng 2 năm 1999  |
| 16     | Swansea City            | 0–1   | Derby County      | 23 tháng 1 năm 1999 |

## Vòng 5
Các trận đấu vòng thứ năm được tổ chức vào Thứ 7 ngày 13 tháng 2 năm 1999. Có 3 trận kết thúc với tỉ số hòa và 4 trận phải đá lại sau khi Arsenal đánh bại Sheffield United trong trận đầu tiên với tỷ số 2-1 tuy nhiên có 1 bàn thắng có phần "phi thể thao". Huấn luyện viên của Arsenal ông Arsene Wenger đề nghị 2 đội đá lại. Kết quả trận đá lại vẫn là 2-1 nghiêng về Arsenal.
| Thứ tự  | Đội nhà             | Tỷ số | Đội khách         | Ngày                |
| ------- | ------------------- | ----- | ----------------- | ------------------- |
| 1       | Sheffield Wednesday | 0–1   | Chelsea           | 13 tháng 2 năm 1999 |
| 2       | Everton             | 2–1   | Coventry City     | 13 tháng 2 năm 1999 |
| 3       | Newcastle United    | 0–0   | Blackburn Rovers  | 14 tháng 2 năm 1999 |
| Đá lại' | Blackburn Rovers    | 0–1   | Newcastle United  | 24 tháng 2 năm 1999 |
| 4       | Barnsley            | 4–1   | Bristol Rovers    | 13 tháng 2 năm 1999 |
| 5       | Manchester United   | 1–0   | Fulham            | 14 tháng 2 năm 1999 |
| 6       | Huddersfield Town   | 2–2   | Derby County      | 13 tháng 2 năm 1999 |
| Đá lại' | Derby County        | 3–1   | Huddersfield Town | 24 tháng 2 năm 1999 |
| 7       | Arsenal             | 2–1   | Sheffield United  | 13 tháng 2 năm 1999 |
| Đá lại' | Arsenal             | 2–1   | Sheffield United  | 23 tháng 2 năm 1999 |
| 8       | Leeds United        | 1–1   | Tottenham Hotspur | 13 tháng 2 năm 1999 |
| Đá lại  | Tottenham Hotspur   | 2–0   | Leeds United      | 24 tháng 2 năm 1999 |

## Vòng 6
Bốn cặp đấu ở vòng tứ kết khởi tranh bắt đầu vào thứ Bảy ngày 6 tháng 3 năm 1999. Arsenal thắng Derby County với tỷ số 1-0 bằng pha làm bàn của Kanu. Trận Manchester United và Chelsea có kết quả hòa phải đá lại tuy nhiên United giành chiến thắng. Barnsley để thua 1-0 trên sân nhà trước Tottenham Hotspur, là đại diện đến từ Premiership cuối cùng còn lại trong giải đấu này.
| Arsenal  | 1–0     | Derby County |
| -------- | ------- | ------------ |
| Kanu 89' | Details |              |

| Newcastle United                                | 4–1     | Everton      |
| ----------------------------------------------- | ------- | ------------ |
| Ketsbaia 21' 73' · Georgiadis 61' · Shearer 81' | Details | Unsworth 57' |

| Manchester United | 0–0     | Chelsea |
| ----------------- | ------- | ------- |
|                   | Details |         |

Đá lại
| Chelsea | 0–2     | Manchester United |
| ------- | ------- | ----------------- |
|         | Details | Yorke 4' 59'      |

| Barnsley | 0–1     | Tottenham Hotspur |
| -------- | ------- | ----------------- |
|          | Details | Ginola 68'        |

## Vòng bán kết
Vòng bán kết diễn ra vào thứ 7 ngày 11 tháng 4 năm 1999. Trận Manchester United và Arsenal phải đá lại và phần thắng trong thời gian hiệp phụ đó là câu lạc bộ bóng đá Manchester United. Trận đá lại trên Villa Park, giữa Manchester United và Arsenal hết sức kịch tính, đầu tiên là chiếc thẻ đỏ của tiền đạo Roy Keane, thứ hai là Arsenal được thưởng một cú sút luân lưu ở phút bù giờ cuối cùng sau khi trận đấu đang hòa 1-1 nhưng thủ thành Peter Schmeichel xuất sắc cản phá thành công, cuối cùng và đáng nhớ nhất là bàn thắng của Ryan Giggs ở phút 109, khi anh rê bóng từ giữa sân qua 5 hậu vệ Arsenal và cả thủ môn David Seaman để đưa bóng vào lưới. Đây được xem là bàn thắng hay nhất và ấn tượng nhất trong lịch sử của giải đấu. Newcastle đánh bại Tottenham trong trận bán kết còn lại.
| Arsenal | 0 – 0 (hiệp phụ) | Manchester United |
| ------- | ---------------- | ----------------- |
|         |                  |                   |

| Newcastle                  | 2 – 0 (hiệp phụ) | Tottenham Hotspur |
| -------------------------- | ---------------- | ----------------- |
| Shearer 109' (ph.đ.), 118' |                  |                   |

| Manchester United        | 2 – 1 (s.h.p.) | Arsenal      |
| ------------------------ | -------------- | ------------ |
| Beckham 17' · Giggs 109' |                | Bergkamp 69' |

## Trận chung kết
Trận chung kết diễn ra vào ngày 22 tháng 5 năm 1999 và được chơi tại Sân vận động Wembley giữa hai câu lạc bộ Manchester United và Newcastle United. Manchester United là nhà vô địch còn Newcastle đứng thứ 13 tại Premier League mùa giải năm đó. Trận chung kết chỉ đá một chiều khi Manchester United là đội bóng chủ động hoàn toàn trong tấn công. Manchester United lập nên kỳ tích kỷ lục với 10 vô địch khi đánh bại Newcastle với tỷ số 2-0. Các bàn thắng được ghi bởi Teddy Sheringham và Paul Scholes ở các phút lần lượt là 11 và 53. Đó là 1 danh hiệu cao quý của Manchester United để hoàn tất đoạt cú ăn ba trong lịch sử. Manchester United cũng trở thành đội bóng đầu tiên giành cú ăn ba tại Bóng đá Anh.
| Manchester United            | 2 – 0    | Newcastle United |
| ---------------------------- | -------- | ---------------- |
| Sheringham 11' · Scholes 53' | (Report) |                  |

| Manchester United | Newcastle United |

## Truyền hình
Tại Vương quốc Anh, Kênh ITV miễn phí chia sẻ cho các đài truyền hình khac trong hai mùa giải liên tiếp trong khi đó kênh Sky Sports trực tiếp phát sóng giải đấu 10 lần liên tiếp.